# Akamai
Akamai Technologies is een Amerikaans bedrijf dat voorziet in internetdiensten voor websites. Het bedrijf werd opgericht in 1998 en het hoofdkantoor is gevestigd in Cambridge (Massachusetts).
Het bedrijf is wereldwijd een van de grootste content delivery network leveranciers voor het versnellen van content (inhoud) op het internet.

## Geschiedenis

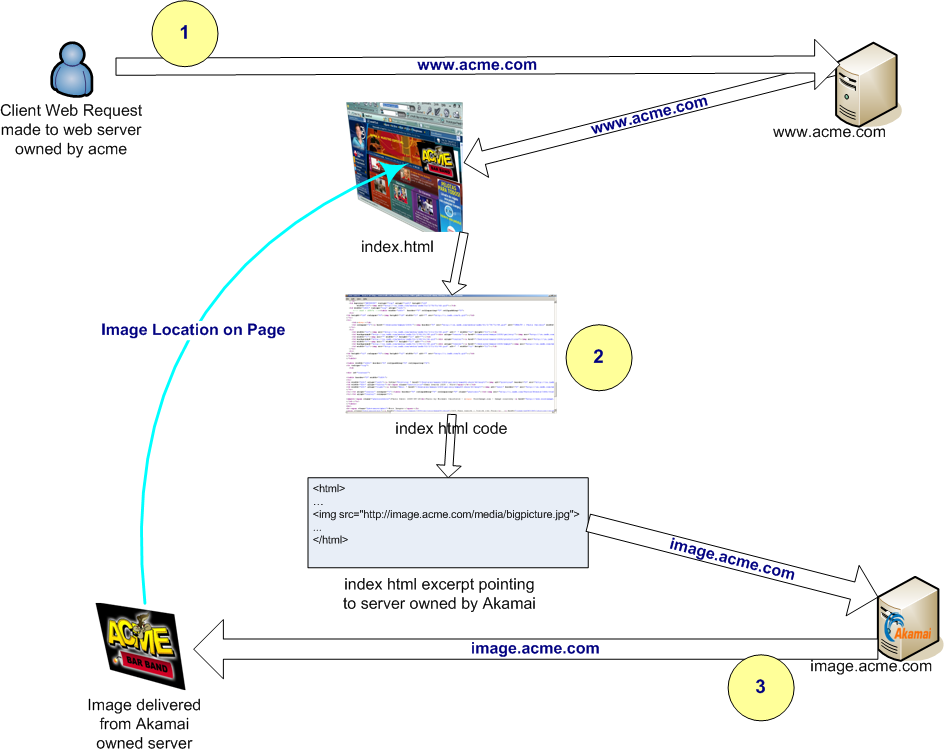
Een schematische weergave van content delivery via Akamai naar een internetgebruiker.

Akamai werd in 1998 opgericht door Daniel Lewin, F. Thomson Leighton, Randall Kaplan, Preetish Nijhawan en Jonathan Seelig. Het bedrijf beheert een wereldwijd netwerk van servers die worden verhuurd aan klanten om internetpagina's dichter bij de afnemer te plaatsen. Wanneer een gebruiker de website van een Akamai-klant bezoekt, dan wordt hij omgeleid naar de dienst om zo de webpagina sneller te laden naar de gebruiker.
Op 29 oktober 1999 ging het bedrijf naar de Amerikaanse beurs (Nasdaq). Akamai is wereldwijd actief met ongeveer 325.000 servers in 135 landen en bijna 1.500 netwerken. In 2015 was het bedrijf verantwoordelijk voor ongeveer 15 tot 30 procent van al het webverkeer.

## Storingen
In mei 2004 had Akamai te maken met een grote storing, waardoor veel van de grote websites van klanten niet konden worden bereikt. Aanvankelijk vermoedde Akamai een denial of service-aanval, later kondigde het bedrijf aan dat het probleem te wijten was aan een bug in de software.
Op 22 juli 2021 had Akamai opnieuw te maken met een grootschalige storing waarbij websites een uur lang onbereikbaar waren. Er bleek na onderzoek een fout in het DNS (Domain Name System) opgetreden te zijn, nadat een software-update was uitgevoerd.